# Fairchild C-123 Provider
Fairchild C-123 Provider – amerykański samolot transportowy powstały na bazie szybowca Chase XCG-20.

## Historia

### Geneza

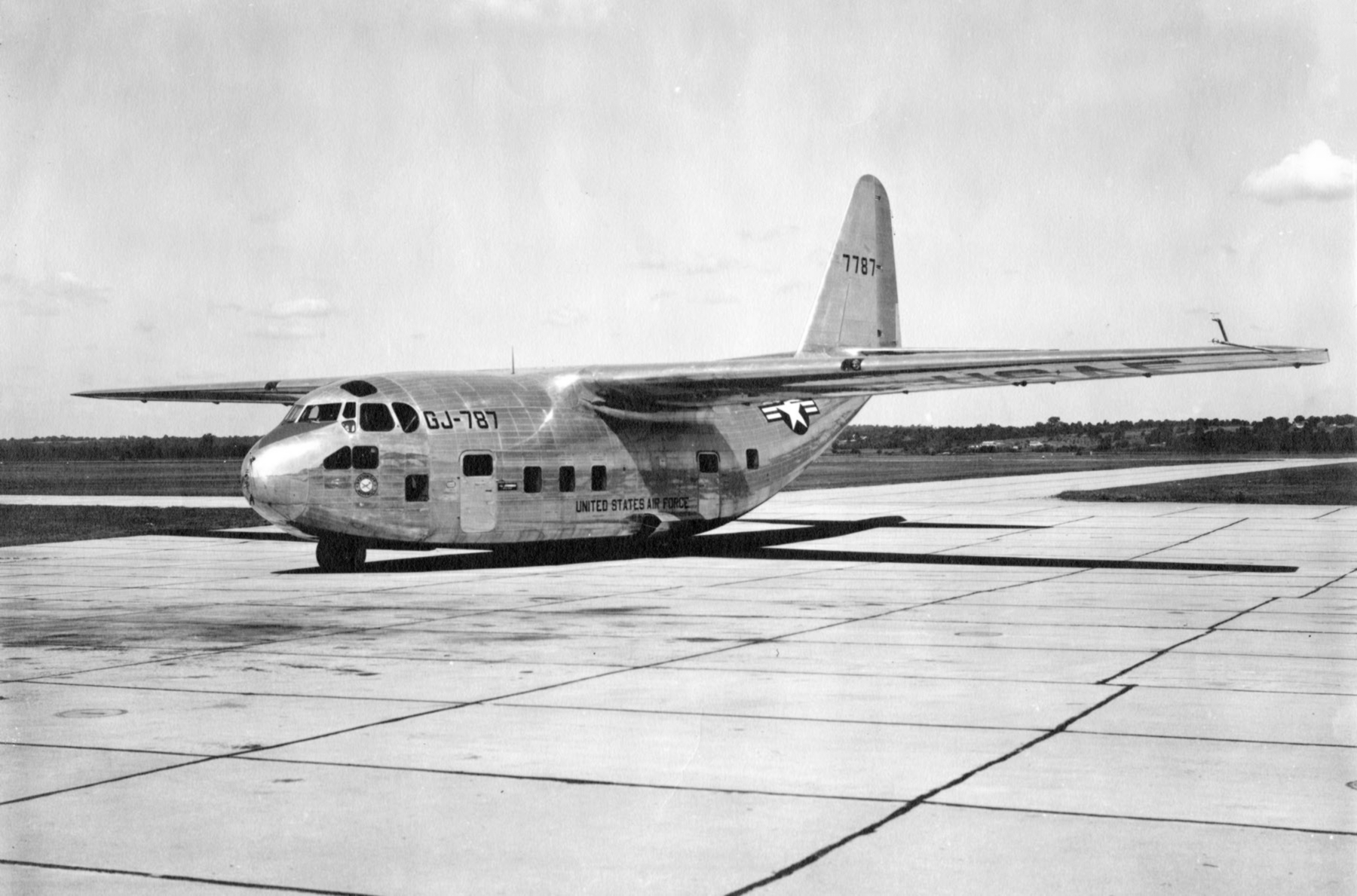
XCG-20

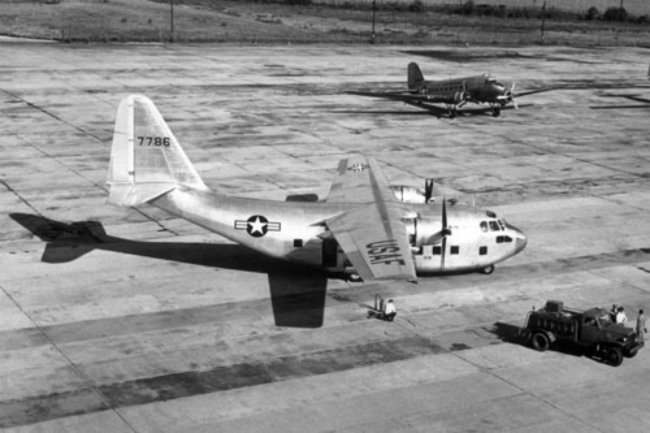
Prototyp XC-123

Po zakończeniu II wojny światowej w United States Army Air Forces podjęto decyzję o wymianie całej floty posiadanych szybowców transportowych na nowe maszyny. Jednocześnie idei budowy nowych szybowców przyświecała myśl, aby nowe konstrukcje mogły być w łatwy i tani sposób zmodernizowane do wersji silnikowych samolotów transportowych. W grudniu 1946 roku podpisano z firmą Chase Aircraft Company kontrakt na wybudowanie dwóch typów szybowców spełniających te warunki. Pierwszy, mniejszy szybowiec otrzymał oznaczenie XCG-18, drugi, większy, przystosowany do transportu 60 żołnierzy, 7200 kg ładunku lub 50 rannych na noszach otrzymał oznaczenie XCG-20 (MS-8 jako wewnętrzne oznaczenie wytwórni). Myśląc o potencjalnej roli szybowca w charakterze samolotu cała konstrukcja wykonana została z metalu. W 1948 roku zmieniono oznaczenie na XG-20 i był to największy szybowiec, jaki zbudowano dla United States Air Force. Wybudowano dwa prototypy, które jednak dzięki zmianie polityki sił powietrznych względem szybowców, które uznano za nieprzydatne na potencjalnym, powojennym polu walki prawie natychmiast przystosowano do zamontowania silników. Pierwsza z maszyn nigdy nie wzbiła się w powietrze w charakterze szybowca, drugi prototyp przeszedł jednak serie badań w locie szybowcowym. Obydwie maszyny posłużyły do przetestowania dwóch typów napędu. Pierwszy z prototypów po zainstalowaniu dwóch silników gwiazdowych R-2800-CB15 Double Wasp stał się podstawą do budowy samolotu transportowego oznaczonego jako XC-123. Na drugim z prototypów XG-20 zamontowano cztery silniki odrzutowe General Electric J47-GE-11 po dwa na skrzydło, a nowa maszyna otrzymała oznaczenie XC-123A i stała się pierwszym amerykańskim samolotem transportowym z napędem odrzutowym. Silniki były umieszczone w gondolach silnikowych pochodzących z samolotu Boeing B-47 Stratojet. Samolot po raz pierwszy wzbił się w powietrze 21 kwietnia 1951 roku. Projekt XC-123A nie był dalej rozwijany, zdecydowanie większe nadzieje wiązano z prototypem oznaczonym jako XC-123, wyposażonym w silniki gwiazdowe, które do swojego pierwszego lotu wzbił się 14 października 1949 roku. Podjęto decyzję, że XC-123 zdecydowanie lepiej nadaje się do roli taktycznego samolotu transportowego, zdolnego do operowania z krótkich i nieutwardzonych pasów startowych. Dużo gorzej na tego typu nawierzchniach radziłyby sobie samolot z napędem odrzutowym, gdzie ryzyko zassania przez silnik okruchów ziemi, a w konsekwencji uszkodzenia jednostki napędowej, było bardzo duże. Dodatkowo ilość paliwa jaką musiałaby zabrać maszyna odrzutowa, zmniejszała jej ładowność. Z kolei mniejsza ilość paliwa, zmniejszała zasięg.

### Produkcja

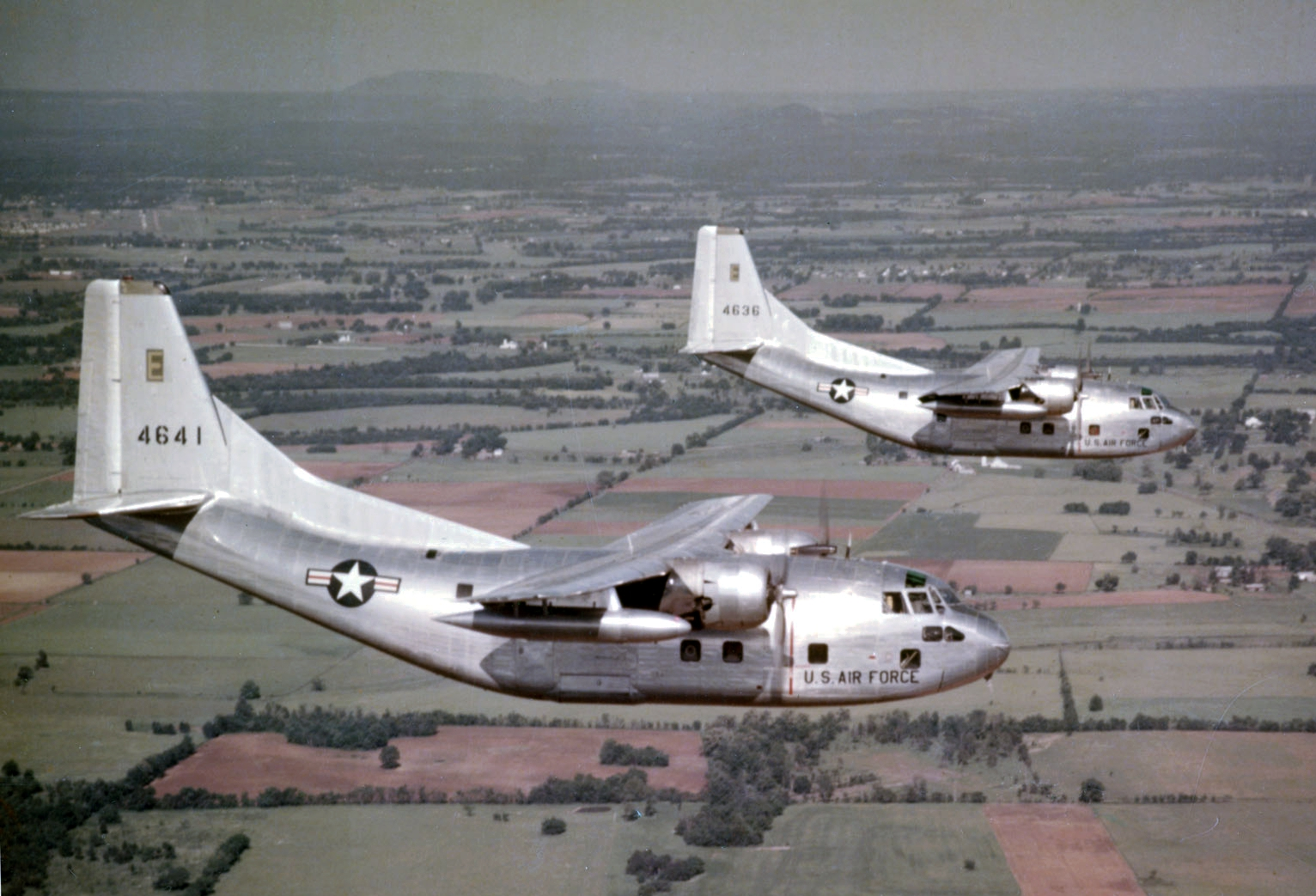
C-123B

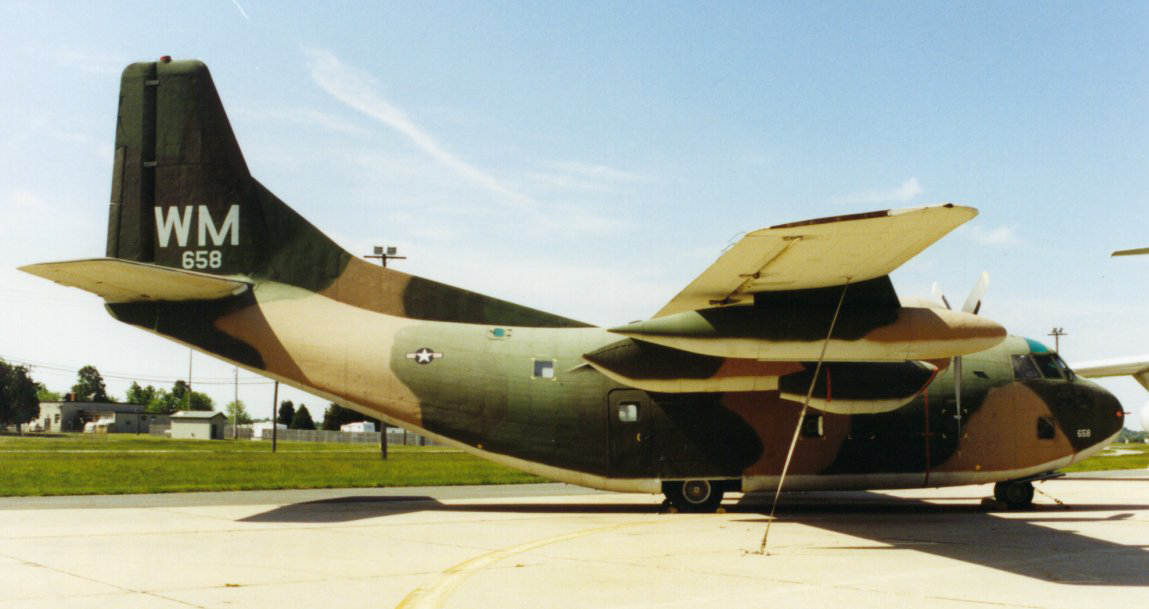
C-123K

Siły powietrzne zamówiły w wytwórni Chase Aircraft pięć samolotów oznaczonych jako C-123B (o numerach od 52-1627 do 52-1631). W porównaniu z prototypowym XC-123 w wersji B zmieniono silniki, zastępując R-2800-CB15 jednostkami R-2800-99W. Wymusiło to również przeniesienie chłodnic oleju spod gondoli silnikowej do jej wnętrza. Zmieniono również obrys statecznika pionowego nadając mu prostokątny kształt. Tymczasem w maju 1953 roku wytwórnia Chase Aircraft została przejęta przez Kaiser-Fraser Company i jej właściciela Henry’ego J. Kaisera. Spotkało się to ze sprzeciwem sił powietrznych, które zrezygnowały z dalszej realizacji kontraktu przez Chase Aircraft. Pomimo tego US Air Force nadal były zainteresowane pozyskaniem nowych trzystu samolotów transportowych. Kontrakt na 302 maszyny został przekazany firmie Fairchild Aircraft. Pierwszy z wyprodukowanych przez Fairchild samolotów C-123B wzniósł się do swojego dziewiczego lotu 1 września 1954 roku. W porównaniu z wersją B wyprodukowaną przez Chase, wersja B Fairchild miała na kadłubie płetwę grzbietową płynnie przechodzącą w statecznik pionowy. Poprawiło to stateczność samolotu. 7 lutego 1955 roku oblatany został egzemplarz C-123B (52-1627) z dwoma, małymi dodatkowymi silnikami odrzutowymi Fairchild J44. Używano ich jako napędu między innymi w latających celach Ryan Firebee oraz pociskach rakietowych AUM-N-2 Petrel. Oba silniki umieszczono na zakończeniach skrzydeł. Ich zastosowanie skróciło rozbieg samolotu i zwiększyło prędkość wznoszenia samolotu wraz z ładunkiem. Gdy w 1957 roku Providery trafiły na Alaskę, okazało się, że korzystanie z zaśnieżonych i często oblodzonych pasów startowych przez obciążone ładunkiem maszyny drastycznie wydłuża rozbieg samolotu, a często całkowicie go uniemożliwia. Charakter pełnionych na Alasce zadań sprawiał, że transportowce często korzystały z gruntowych pasów startowych. Rozwiązaniem problemu okazały się owe dodatkowe silniki Fairchild J44-R-3 zamontowane na końcach skrzydeł. W ten sposób narodziła się wersja C-123J. Często na maszynach operujących w zimowych warunkach Alaski montowano dodatkowe wyposażenie w postaci płozy na przednim kole podwozia oraz lemiesza odgarniającego śnieg i chroniącego dziób samolotu. Tak wyekwipowany samolot po raz pierwszy wzbił się w powietrze 23 października 1957 roku. Rok wcześniej Fairchild rozpoczął przygotowania do modernizacji samolotu. Wymieniono podwozie główne, zastępując je kołami używanymi w samolocie C-130A. Tak zmodyfikowana maszyna oznaczona jako YC-123H (54-2956) gotowa była na początku 1957 roku. Udane doświadczenia z wersją J zachęciły US Air Force do dalszych modyfikacji samolotu pod kątem poprawienia jego charakterystyk startu i lądowania z pełnym ładunkiem. W maju 1962 roku siły powietrzne podpisały kontrakt z wytwórnią na dokonanie modernizacji wersji YC-123H, polegającej na zamontowaniu pod skrzydłami dodatkowych silników odrzutowych. Bardzo szybko dokonano odpowiednich zmian i 30 lipca 1962 oblatano nową maszynę. Pod skrzydłami, na zewnątrz silników gwiazdowych, zamontowano dodatkowe dwa silniki turboodrzutowe General Electric J85-GE-15. Dzięki temu zabiegowi zwiększono masę użyteczną samolotu oraz skrócono rozbieg do 230 metrów. Maszyna zaopatrzona była dodatkowo w spadochron umieszczony w pojemniku znajdującym się nad rampą ładunkową. Wypuszczając go, pilot zmniejszał prędkość, co było przydatne zwłaszcza podczas operacji lądowania czy prowadzenia zrzutów z niewielkiej wysokości. Po testach przeprowadzonych na terenie Stanów Zjednoczonych wysłano samolot do Wietnamu Południowego w celu przeprowadzenia badań jego przydatności w warunkach bojowych. Pobyt w Wietnamie, gdzie samolot wykonał 180 misji, spędzając w powietrzu 360 godzin, trwał od stycznia do kwietnia 1963 roku. Po powrocie do Stanów, pod koniec 1963 roku, samolot uległ zniszczeniu w katastrofie, ale uzyskane wyniki stały się podstawą do budowy wersji seryjnej YC-123H, oznaczonej jako C-123K. US Air Force podpisały z Fairchildem kontrakt na modernizacje 183 samolotów wersji B do wersji K. Seryjne samoloty zaopatrzono w silniki General Electric J85-GE-17, nowe opony, hamulce i system antypoślizgowy oraz system ostrzegający przed przeciągnięciem. Tak zmodernizowany samolot C-123K (54-581), wzniósł się po raz pierwszy w powietrze 27 maja 1966 roku. We wrześniu 1968 roku dostarczono ostatni C-123K. W połowie lat 60. wytwórnia zaproponowała US Air Force wymianę silników gwiazdowych na dużo nowocześniejsze silniki turbośmigłowe Allison T56-A-7. Siły powietrzne nie były jednak zainteresowane propozycją zdecydowanie; większe nadzieje wiązano z rozwojem samolotów C-130. Inicjatorem podobnej modyfikacji okazała się również Tajlandia, której siły zbrojne były użytkownikiem wersji B i K. Wymiany jednostek napędowych podjęła się amerykańska firma Mancro Aircraft Company, która zainstalowała silniki Allison T56-A-7 z czteropłatowymi śmigłami Hamilton Standard 56H60-91. Gotowa maszyna została oblatana 24 października 1980 roku i oznaczona jako C-123T. Tym samym C-123 stał się jedyną konstrukcją na świecie, na której przetestowano napęd turbośmigłowy, odrzutowy, tłokowy i brak napędu – szybowiec. Pomimo wyraźnej poprawy charakterystyk w porównaniu ze standardowym C-123B, w wyniku cieć budżetowych Tajlandia nie miała środków na modernizacje swojej floty C-123 i napęd turbośmigłowy zastosowano tylko w jednej maszynie.

## Służba

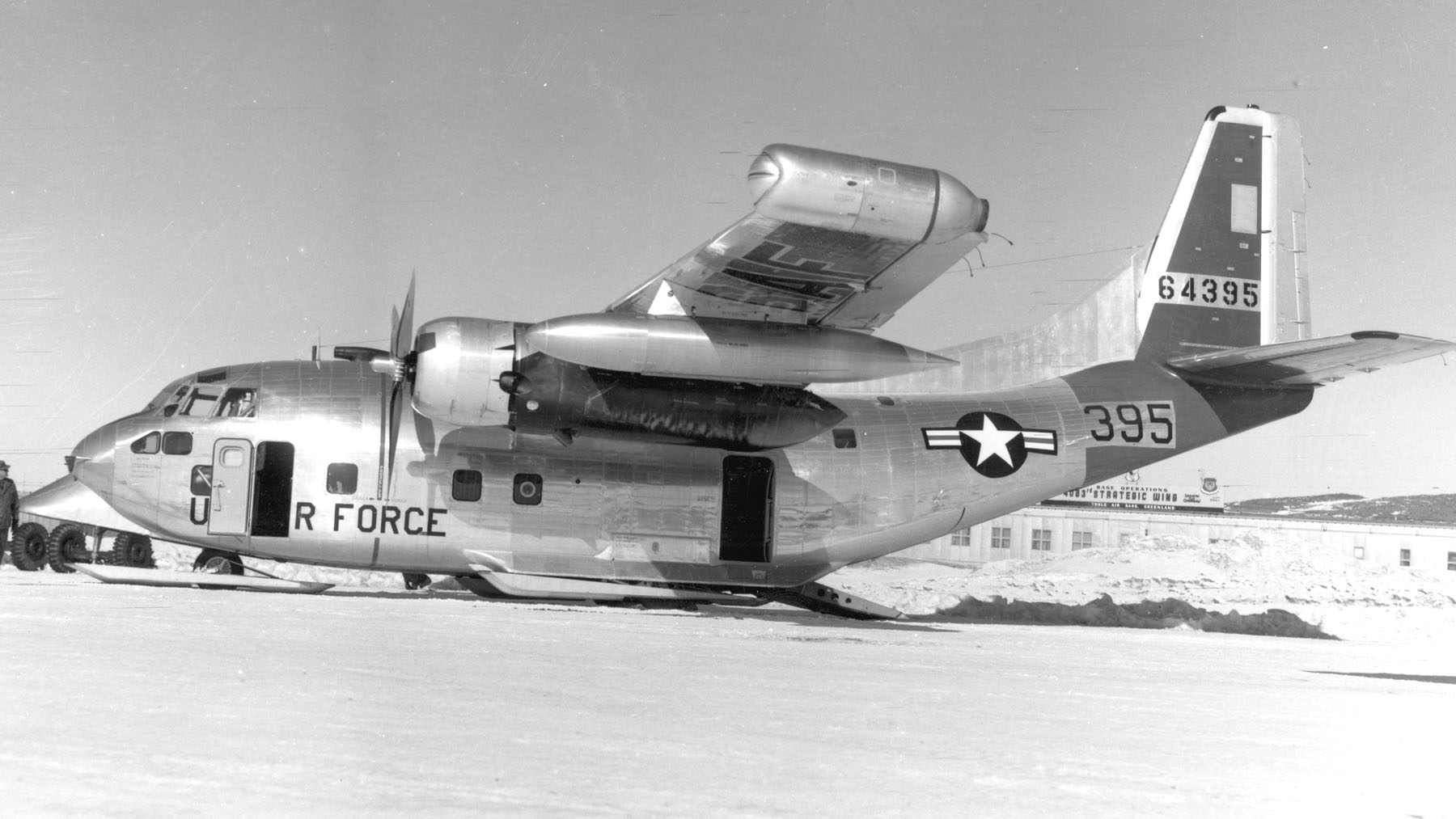
C-123J, na zakończeniu płata widoczny silnik Fairchild J44

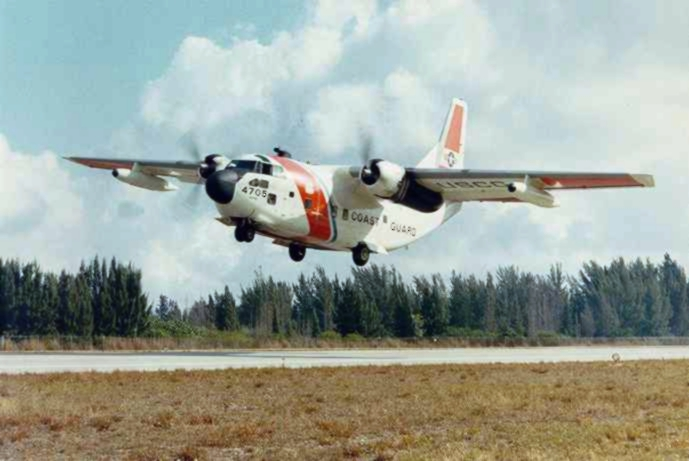
HC-123B w barwach United States Coast Guard

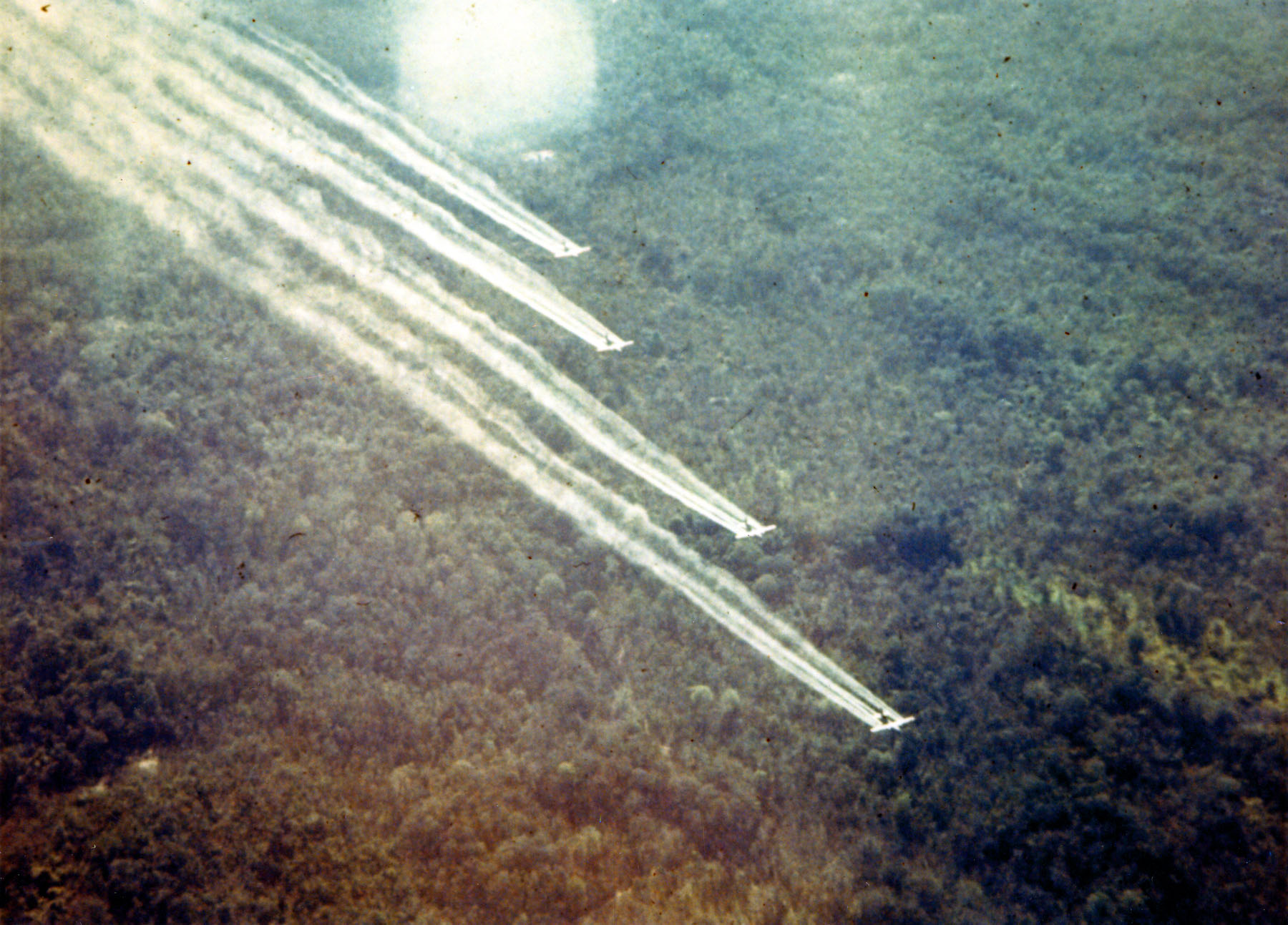
UC-123B w akcji rozpylania defoliantów nad wietnamskim lasem

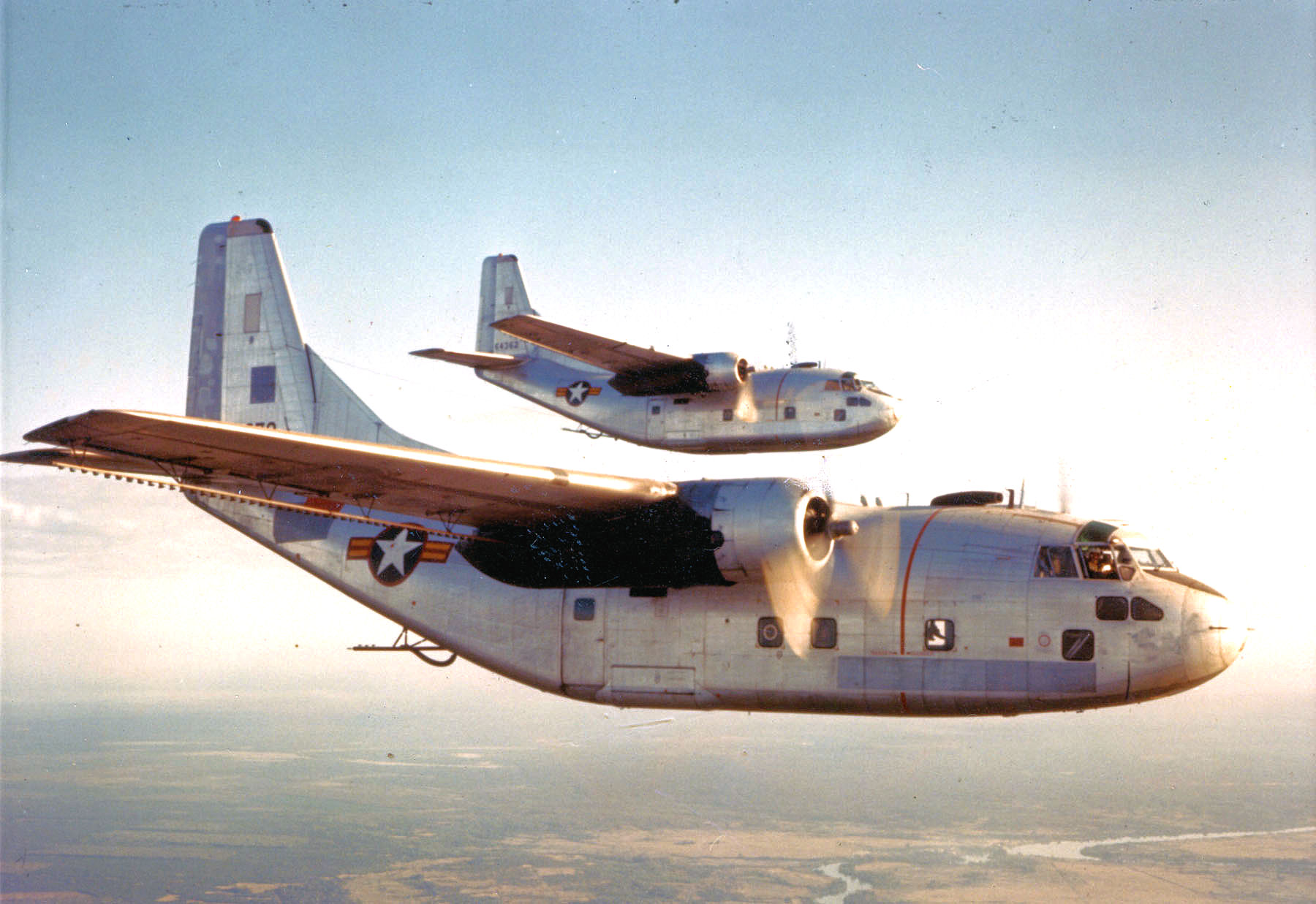
C-123B w barwach sił południowowietnamskich

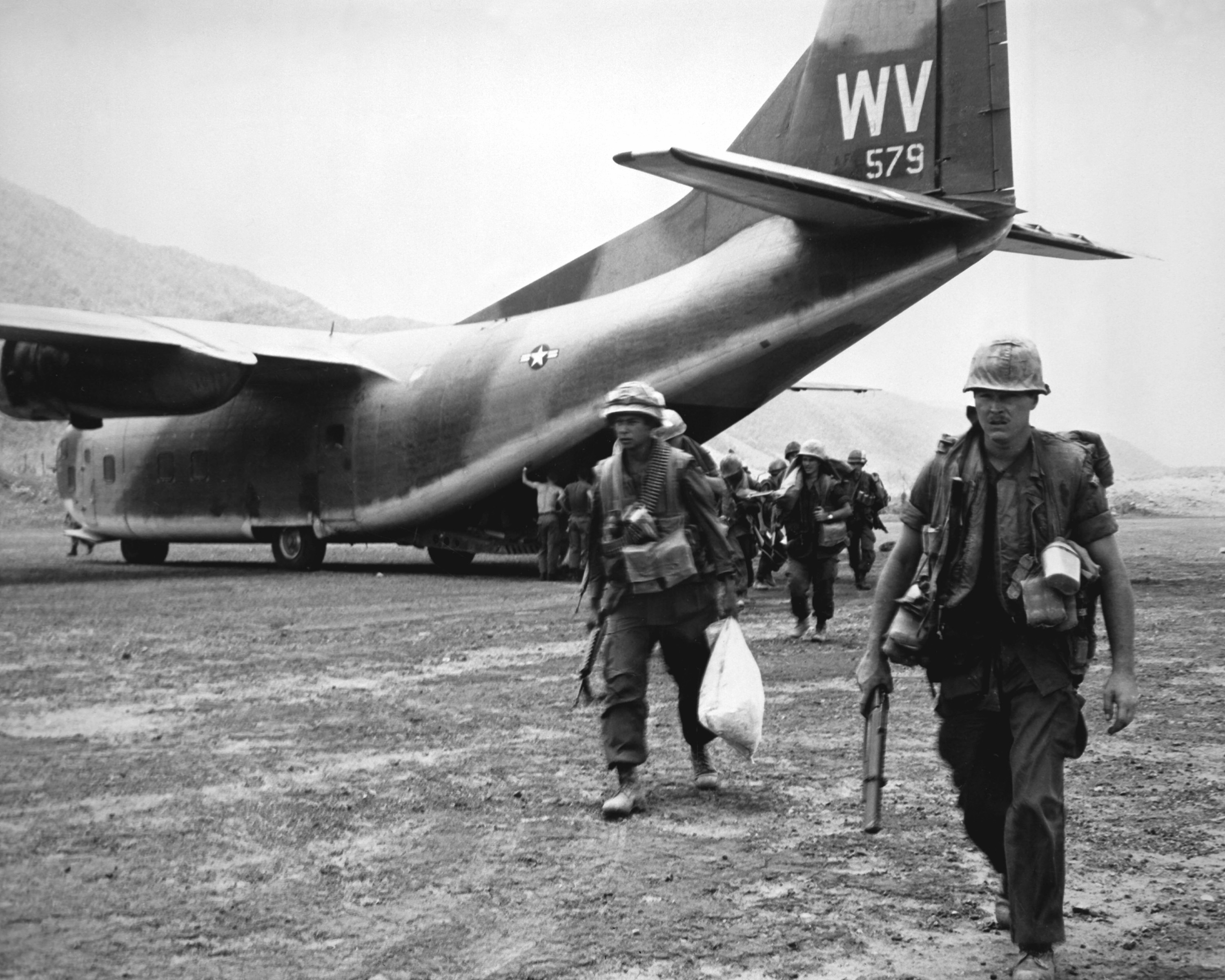
C-123K w bazie Ca Lu w Wietnamie Południowym, styczeń 1968 rok

### Śnieg i lód
W lipcu 1955 roku C-123B trafił do Pope Air Force Base gdzie znalazł się we flocie 309th Troop Carrier Group. W czerwcu 1957 roku jedna maszyna (55-4558) została odkupiona od sił powietrznych przez Civil Aeronautics Authority (poprzedniczkę Federal Aviation Administration). Samolot trafił na Alaskę i otrzymał cywilną rejestracje N123. Civil Aeronautics Authority wykorzystywała go do testów systemów nawigacyjnych na lotniskach (Instrument Landing System) (w późniejszym okresie maszyna została zmodernizowana do wersji C-123J). Również na Alasce C-123B był wykorzystywany w ramach 5039th Air Transport Squadron stacjonującej w Elmendorf Air Force Base do rozwożenia zaopatrzenia na wysunięte posterunki radiolokacyjne. Alaskan Air Command wykorzystywała C-123B do 1975 roku. Z równie arktycznymi warunkami samoloty musiały sobie radzić w bazie Ernest Harmon Air Force Base w ramach 4083d Strategic Wing na Nowej Fundlandii, gdzie trafiły już zmodernizowane do wersji J. W 1958 roku samoloty z Nowej Fundlandii przejęła Alaska Air National Guard, która wykorzystywała C-123J aż do 1973 roku.

### United States Coast Guard
W 1958 roku sześć egzemplarzy C-123B w wersji HC-123B pojawiło się na służbie w United States Coast Guard (w 1965 roku zwiększono flotę tego typu samolotów do jedenastu sztuk). HC-123B był nazywany przez swoje załogi Thunder Pigs. Nazwa wzięła się z charakterystycznego, powiększonego dziobu samolot, w którym znajdował się radar AN/APN-158. Samoloty pełniły zadania ratowniczo-poszukiwawcze, stacjonowały w Neapolu we Włoszech, w Naval Air Station Barbers Point na Hawajach, w Kodiak na Alasce i w Miami na Florydzie. Samoloty były używane przez Straż do 1971 roku kiedy to zastąpiła je samolotami HC-130H. Jedna z maszyn tej formacji (56-4357) została podarowana rządowi Tajlandii podczas wojny w Wietnamie. W latach 1958–1961 C-123B używała formacja U.S. Air Force Thunderbirds jako samoloty wspierające. Jeden z pięciu samolotów zespołu uległ katastrofie we wrześniu 1961 roku.

### Wietnam
Przystosowane do przewożenia i rozpylania herbicydów i defoliantów samoloty UC-123B zostały użyte nad Wietnamem (głównie nad szlakiem Ho Chi Minha) w ramach operacji Ranch Hand. Operacja trwała od 1962 do 1972 roku. Wraz z pojawieniem się wersji C-123K, 34 maszyny UC-123B zmodernizowano do standardu UC-123K. To właśnie z ich pokładów rozpylano okryty złą sławą Agent Orange. Do Wietnamu C-123B trafiły również w ramach operacji Mule Train, pierwszy z samolotów przybył 2 stycznia 1962 roku. Maszyny były wykorzystywania do zaopatrywania wysuniętych baz, przewozu zaopatrzenia, żołnierzy i rannych. Już 2 lutego 1962 roku siły powietrzne straciły pierwszy z 54 czterech utraconych podczas całej wojny C-123. Jedna z maszyn została specjalnie przystosowana do przewozu generała Williama Westmorelanda, dowódcy wojsk amerykańskich w Wietnamie Południowym. Samolot zaopatrzono w klimatyzacje, systemy łączności, pasażerskie fotele i kuchnie. Tak zmodernizowany samolot otrzymał oznaczenie VC-123B i nazwę własną White Whale, ale stało się to dopiero w 1968 roku, kiedy to zmodernizowano samolot Westmorelanda do standardu VC-123K i górne powierzchnie kadłuba pomalowano białą farbą. Kolejną formacją wykorzystującą C-123B w Wietnamie była Centralna Agencja Wywiadowcza, która używała maszyn w ramach Air America. Kilka samolotów wyposażono w system wykrywający promieniowanie podczerwone, tak zmodernizowane samoloty otrzymały oznaczenie NC-123B i były wykorzystywane do wykrywania konwojów ciężarówek wożących zaopatrzenia dla komunistycznej partyzantki w Wietnamie Południowym na szlaku Ho Chi Minha. Kolejnym, zdecydowanie mniej udanym pomysłem na monitorowanie ruchu na szlaku był pojedynczy C-123B Light Ship, który wyposażono w dwa duże panele reflektorów oświetlających ziemie. Panele wysuwane były z rampy towarowej, samolot lecący na wysokości 3600 m był w stanie oświetlić obszar o średnicy ponad 2 mil². Lampy wydzielały na tyle dużo ciepła, iż trzeba było zamontować specjalny system chłodzący. Niestety projekt nie sprawdził się. Świecący samolot był doskonałym celem dla komunistycznej artylerii przeciwlotniczej. Jednym z najbardziej znanym C-123B działającym nad Wietnamem podczas wojny był UC-123B (56-4362) o nazwie własnej Patches (łaty). Nazwa wzięła się stąd iż samolot został ponad 1000 razy trafiony odłamkami i pociskami podczas swoich misji. Ostatnia misja w Wietnamie C-123 (w wersji K) należącego do US Air Force odbyła się 14 czerwca 1972 roku. W 1970 roku rozpoczęto przeszkalanie personelu Không Quân Việt Nam (południowowietnamskich sił powietrznych) w lotach na C-123. W kwietniu 1971 roku sformowano pierwszą południowowietnamską jednostkę używającą tego typu maszyn, 421st Transport Squadron. Maszyny znalazły się jeszcze na wyposażeniu 423rd i 425th Transport Squadron. Determinacja US Air Force w dążeniu do przerwania dostaw dla Vietcongu idących szlakiem Ho Chi Minha zaowocowała w grudniu 1965 roku rozpoczęciem programu o kryptonimie Black Spot. W ramach programu dwa samoloty C-123K (54-621 i 54-698) zmodernizowano do wersji oznaczonej jako NC/AC-123K. Modernizacji podjęła się firma E-Systems z Greenville w Teksasie. W dziobie maszyny umieszczono radar poszukiwawczo-mapujący, pod dziobem obracaną głowicę z dalmierzem laserowym, kamerę telewizyjną Low Light Level TV oraz system FLIR (Forward looking infrared – sensory obserwacji przedniej półsfery w podczerwieni). Maszyna po wykryciu celu lub celów mogła przystąpić do ich zniszczenia. Samolot uzbrojony był w wyrzutnik bomb kasetowych. Wyrzutnik umieszczony był pod kadłubem i składał się z dwunastu pojemników, każdy z nich zawierał po trzy bomby. Tak zmodyfikowane samoloty, oznaczone wstępnie jako NC-123K (w 1969 roku oznaczenie zmieniono na AC-123K) wysłano do Osan Air Base w Korei Południowej. Ich zadaniem miało być wykrywanie i niszczenie szybkich motorówek, jakimi północnokoreańscy agenci przedostawali się na teren swojego południowego sąsiada. W Osan samoloty przebywały od 19 sierpnia 1968 roku do 23 października tego samego roku, wykonując w sumie 57 misji. W listopadzie 1968 roku maszyny znalazły się w Wietnamie Południowym gdzie operowały do stycznia 1969 roku. Podczas swoich misji samoloty operowały nad szlakiem Ho Chi Minha oraz w delcie Mekongu niszcząc 151 łodzi i pojazdów i uszkadzając kolejnych 108. Po powrocie do Stanów, samoloty zostały przywrócone do standardu C-123K i latały jako typowe samoloty transportowe. Charakterystyczna dla C-123K cecha krótkiego startu i lądowania została wykorzystana w styczniu 1968 roku podczas jednej z największych bitew podczas całej wojny w Wietnamie, oblężeniu bazy United States Marine Corps pod Khe Sanh. Dostarczaniem zaopatrzenia dla obleganego garnizonu zajmowały się głównie samoloty C-130. Jednak ciągły ostrzał i uszkodzenia pasa startowego uniemożliwiały lądowanie Herculesów. Do akcji dostarczania amunicji i zaopatrzenia włączone zostały C-123K, które pomiędzy styczniem i kwietniem 1968 roku 179 razy lądowały w bazie oraz dokonały 105 zrzutów zaopatrzenia. Podczas działań pod Khe Sanh utracono trzy maszyny. Pierwszą z nich 1 marca 1968 roku kiedy to odłamek pocisku moździerzowego uszkodził silnik samolotu i uniemożliwił start, maszyna zjechała z pasa startowego jednak nie doczekała naprawy, bezpośrednie trafienie kompletnie zniszczyło samolot. Druga strata Providera, 6 marca, była tym bardziej bolesna, że na pokładzie znajdowali się również żołnierze. Nieprzyjacielska artyleria przeciwlotnicza uszkodziła silnik samolotu, który rozbił się na wzgórzach otaczających bazę grzebiąc w swoich szczątkach 48 osób znajdujących się na pokładzie. Tak duża, jednorazowa strata zmusiła Amerykanów do modyfikacji taktyki i większego zaangażowania śmigłowców w operacjach zaopatrywania bazy.

### Świat

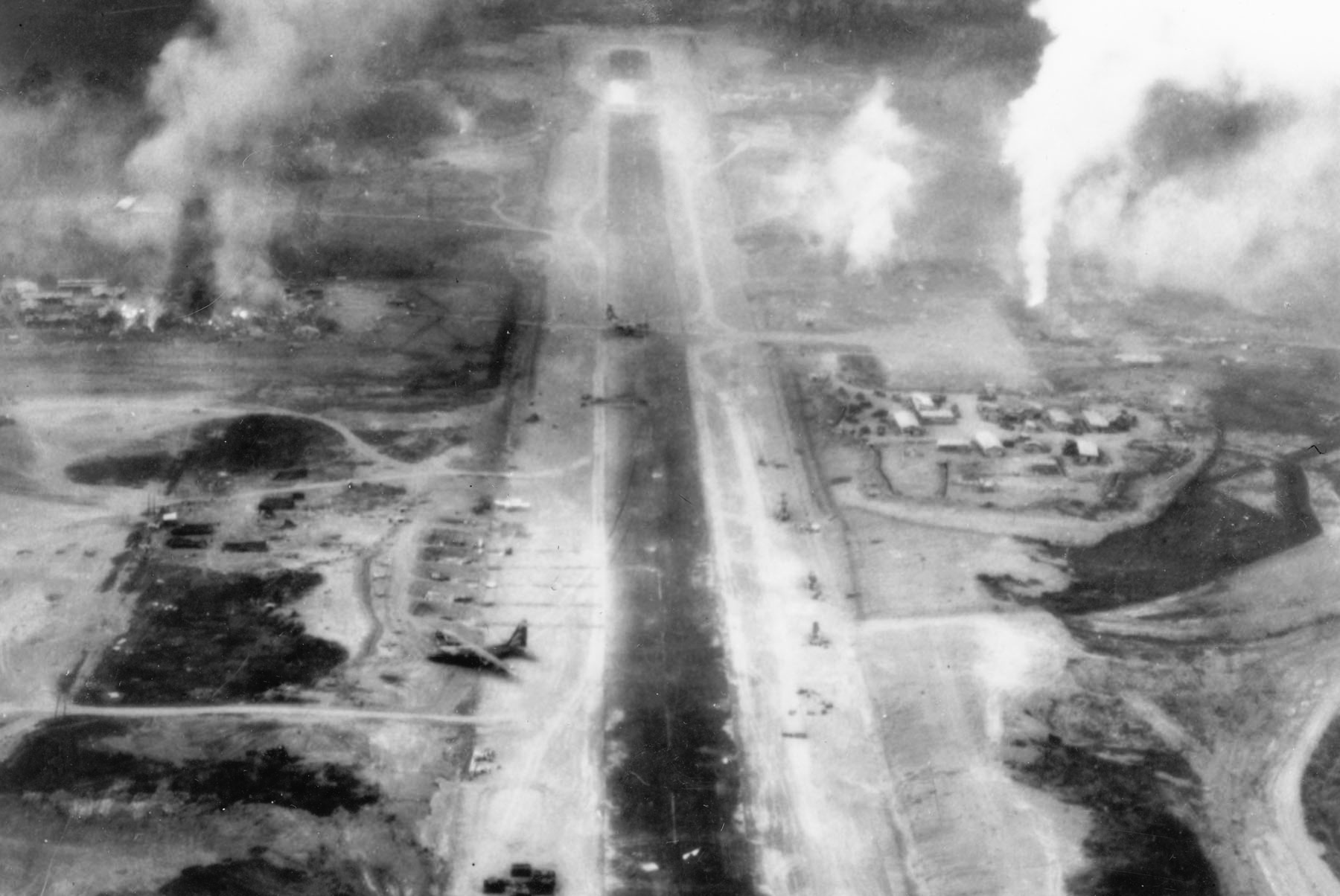
Akcja z 12 maja 1968 roku, podczas której pilotowany przez podpułkownika Joego M. Jacksona C-123, ewakuował pod ogniem członków sił specjalnych z Khâm Đức. Kołujący C-123 widoczny jest na pasie u góry zdjęcia

W 1956 roku w ramach Military Assistance Program 18 samolotów zamówiła Wenezuela, która używała ich aż do 1983 roku, kiedy to maszyny zostały zastąpione przez Aeritalia G.222. W Wenezueli, stacjonujące w ramach 6 Eskadry Transportowej w Maracay samoloty nazywano Pando. Sześć C-123B używały Królewskie Saudyjskie Siły Powietrzne, zastępując je w 1967 samolotami C-130. Stany Zjednoczone wspierając swoich sojuszników, przekazały pewną liczbę C-123K Filiponom, Kambodży i Tajlandii. W latach 80. XX w. w Nikaragui trwała wojna pomiędzy rządzącymi krajem sandinistami a operującymi z baz w Hondurasie i Kostaryce – Contras. Działania tych ostatnich potajemnie wspierała CIA. W swoich misjach wykorzystywała samolot C-123. 5 października 1986 roku Provider załadowany karabinami AK-47 i amunicją przeznaczoną dla contras, został zestrzelony przez nikaraguańskich żołnierzy rakietą Strzała-2. Z całej załogi ocalała jedna osoba, pracujący dla CIA Eugene Hasenfus zajmujący się na pokładzie załadunkiem. Obydwaj piloci samolotu zginęli. W II połowie lat 80. XX w., Departament Stanu USA wykorzystywał samoloty C-123 do wspierania działań amerykańskich jednostek antynarkotykowych operujących w Ameryce Południowej
C-123 był samolotem bardzo lubianym przez swoje załogi. Charakteryzował się mocną, wytrzymałą i odporną na uszkodzenia bojowe konstrukcją, łatwością w pilotażu i obsłudze. Wydarzeniem charakteryzującym najlepsze cechy C-123 była akcja z 12 maja 1968 roku. Wówczas to podpułkownik Joe M. Jackson pilotujący Providera nad Wietnamem Południowym, zgłosił się na ochotnika do akcji ratowania trzyosobowego zespołu sił specjalnych z bazy Khâm Đức. Pomimo uszkodzeń pasa startowego, pełnego odłamków i gruzu, intensywnego ognia nieprzyjaciela, prowadzonego zarówno z broni małokalibrowej, jak również karabinów maszynowych i moździerzy. Jacksonowi udało się wylądować pod ogniem, podjąć żołnierzy i bezpiecznie wystartować. Jackson został jedynym pilotem samolotu transportowego podczas całej wojny w Wietnamie, który za swoją odwagę został udekorowany najwyższym odznaczeniem wojskowym w Stanach Zjednoczonych, Medalem Honoru.

## Wersje
- C-123B – podstawowa wersja seryjna, pięć maszyn wyprodukował Chase a 302 Fairchild Aircraft.
- UC-123B – wersja C-123B przystosowana do przewozu i rozpylania defoliantów.
- HC-123B – wersja dla United States Coast Guard przeznaczona do zadań poszukiwawczo ratowniczych. W powiększonym dziobie samolotu umieszczono radar AN/APN-158.
- NC-123B – wersja przystosowana do wykrywania celów w świetle podczerwonym.
- VC-123C – niewybudowana wersja przystosowana do przewozu ważnych osobistości. Siły powietrzne zrezygnowały z takiej modyfikacji C-123B na korzyść samolotu VC-131D.
- VC-123B – pojedynczy egzemplarz C-123B przystosowany do przewozu ważnych osobistości.
- VC-123K – pojedynczy egzemplarz C-123K przystosowany do przewozu ważnych osobistości
- YC-123D – samolot prototypowy XC-123A (47-787), w którym usunięto silniki turboodrzutowe i zamontowano standardowe R-2800. Maszynę (już z nowym numerem 53-8068) oblatano 7 grudnia 1954. Modernizację przeprowadzono w firmie Stroukoff Aircraft w Trenton. Samolot posłużył do badań sterowania warstwą przyścienną powietrza (Boundary Layer Control) w celu polepszenia właściwości krótkiego startu i lądowania. Sterowanie odbywało się poprzez nadmuch powietrza na górną powierzchnie skrzydeł i ich powierzchnie sterowe. Dzięki takiemu zabiegowi zmniejszono rozbieg i dobieg maszyny. Rozbieg ze standardowych dla C-123B 594 metrów do 259 metrów, a dobieg z 365 do 230 m. Zadowolone z osiągniętych rezultatów siły powietrzne zamówiły sześć egzemplarzy YC-123D. Kontrakt ten jednak został szybko anulowany, gdy Stroukoff Aircraft opracowała kolejną wersję, YC-123E.
- YC-123E – wersja z systemem sterowania warstwą przyścienną powietrza, przystosowana do startu i lądowania na ziemi, lodzie, śniegu i wodzie. W maszynie zamontowano silniki R-2800-99 napędzające czteropłatowe śmigła Hamilton Standard (w standardowym C-123B śmigła były trójpłatowe). Zmniejszono wielkość przednich drzwi, na końcach skrzydeł dodano dwa pływaki. Uszczelniono tylną rampę towarową i drzwi, a pod kadłubem zamontowano parę płóz ułatwiających lądowanie i start z powierzchni wody, śniegu i lodu. Podczas operowania z powierzchni ziemi, maszyna korzystała z tradycyjnego podwozia. 22 lipca 1955 dokonano oblotu samolotu. Wyniki testów YC-123E wykorzystano w konstrukcji samolotu Stroukoff YC-134.
- YC-123H – prototyp wersji C-123K zaopatrzony w dodatkowe dwa, podskrzydłowe silniki turboodrzutowe General Electric J85-GE-15.
- C-123J – samoloty wyposażone w dodatkowe dwa silniki Fairchild J44-R-3 zamontowane na obu końcach skrzydeł oraz zestaw ułatwiający start i lądowanie w warunkach zimowych.
- C-123K – wersja zaopatrzona w dwa, dodatkowe, podskrzydłowe silniki odrzutowe General Electric J85-GE-17.
- UC-123K – wersja C-123K przystosowana do przewozu i rozpylania defoliantów.
- AC-123K/NC-123K – dwie maszyny wersji K przystosowane do misji typu znajdź i zniszcz, zaopatrzone w czujniki podczerwieni i wyrzutnik bomb kasetowych.
- C-123T – pojedynczy egzemplarz C-123B napędzany dwoma silnikami turbośmigłowymi.

## Kultura masowa

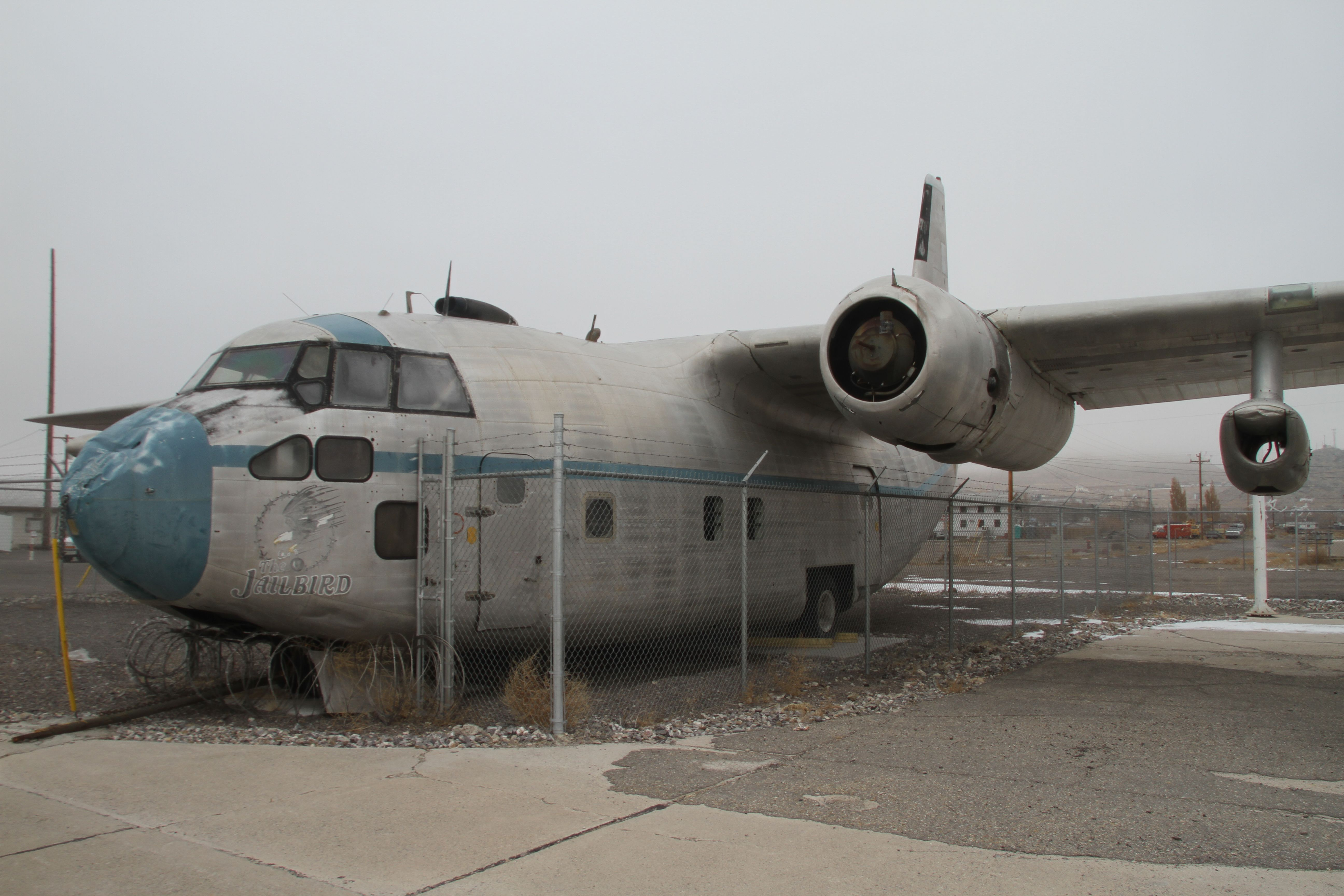
C-123K wykorzystany w filmie Con Air – lot skazańców

C-123 znalazły się również na planie filmowym. Maszyny można było zobaczyć w filmie Air America gdzie główne role zagrali Mel Gibson i Robert Downey Jr. oraz filmie Con Air – lot skazańców gdzie główne role zagrali Nicolas Cage, John Malkovich i John Cusack. W obydwu filmach w sposób przerysowany i odbiegający znacznie od rzeczywistości pokazano jak trwałą konstrukcją był C-123.
Inne produkcje, w których można zobaczyć C-123:
- Epidemia – nosiciel bomby paliwowo-powietrznej o wywołaniu „Sandman”;
- W obliczu śmierci – film z cyklu przygód Jamesa Bonda; maszyna „odegrała” radziecki transportowiec (w końcowym ujęciu w locie zastąpił C-130 Hercules);
- Jutro nie umiera nigdy – film z cyklu przygód Jamesa Bonda, sekwencja skoku nad Morzem Południowochińskim;
- Operacja Słoń – komedia z czasów wojny w Wietnamie, w której C-123 użyto do przewiezienia słonia;
- Na granicy ryzyka – komedia sensacyjna z Charliem Sheenem w roli głównej, w którym C-123 został użyty przez byłych agentów KGB do przewiezienia skradzionego złota.
- Żelazny Orzeł 3 – Asy – film akcji z 1992, samolot używany przez przemytników narkotykowych.